# 安德尔-卢瓦尔省
安德尔-卢瓦尔省（法語：Indre-et-Loire）是法國中央-盧瓦爾河谷大區所轄的省份。該省編號為37。它是以安德尔河和卢瓦尔河这两条河流命名的。它位于法国中部，它包括法国历史上的图尔地区。

## 历史
安德尔-卢瓦尔省是法国大革命时期1790年3月4日设立的83个省之一。它是从更为古老的图赖讷省分裂出来的。
从中世纪早期开始图尔就已经是这个地区的中心了。

## 地理
安德尔-卢瓦尔省的周围省份为卢瓦尔-谢尔省、安德尔省、维埃纳省、曼恩-卢瓦尔省和萨尔特省。

## 经济
安德尔-卢瓦尔省的旅游业非常发达，在这里有许多著名的宫殿和花园。此外在卢瓦尔河畔还有葡萄园和酿造葡萄酒的工业。